# 四大梅园
中国四大梅园是指中国四个以梅花著名的景区。
- 南京梅花山：创建于1929年，佔地1,533余亩，有近400个品种，13,000余株梅树，被称为“天下第一梅山”和“中国第一梅花山”，居四大梅园之首，以品种奇特著称。每年举办有中国南京国际梅花节。
- 武汉东湖磨山梅园：创建于1956年，是中国梅花研究中心，佔地700多亩，有262个品种，5,000余株梅树，“中国梅花品种资源圃”是国际梅品种的重要基地。“一枝春馆”是中国唯一的梅文化馆，著名“梅花泰斗”陈俊愉院士题写馆名。每年举办有中国武汉梅花节。
- 上海淀山湖大观园梅园：创建于1980年代，佔地190亩，有40多个品种，5,000余株梅树。
- 无锡浒山梅园：创建于1912年，佔地812亩，有40多个品种，4,000余株梅树，2,000余盆盆梅。